# Bruno Soares
Bruno Soares (født 27. februar 1982 i Belo Horizonte, Brasilien) er en mandlig professionel tennisspiller fra Brasilien.
Bruno Soares højeste rangering på WTA single rangliste var som nummer 221, hvilket hun opnåede 22. marts 2004. I double er den bedste placering nummer 14, hvilket blev opnået 4. maj 2009.